# Аннетт Роджерс
Аннетт Джоан Роджерс (англ. Annette Joan Rogers; нар. 22 жовтня 1913 — пом. 8 листопада 2006) — американська легкоатлетка, яка спеціалізувалася в бігу на короткі дистанції та стрибках у висоту.

## Із життєпису
Дворазова олімпійська чемпіонка в естафеті 4×100 метрів (1932, 1936).
Посіла 5-е місце у бігу на 100 метрів на Олімпіаді-1936.
Була двічі шостою у олімпійських змаганнях стрибунок у висоту (1932, 1936).
Ексрекордсменка світу в естафеті 4×100 метрів.
Чемпіонка США з бігу на 100 ярдів (1933).
Чемпіонка США з бігу на 200 метрів та у стрибках у висоту (1933, 1936).
По завершенні спортивної кар'єри працювала вчителем з фізичного виховання.

## Основні міжнародні виступи
| Рік  | Змагання         | Місто        | Місце            | Дисципліна | Примітки |
| ---- | ---------------- | ------------ | ---------------- | ---------- | -------- |
| 1932 | Олімпійські ігри | Лос-Анджелес | 6                | висота     |          |
| 1932 | 1                | 4×100 м      | Відео на YouTube |            |          |
| 1936 | Олімпійські ігри | Берлін       | 5                | 100 м      |          |
| 1936 | 6                | висота       |                  |            |          |
| 1936 | 1                | 4×100 м      | Відео на YouTube |            |          |